# Giuseppe Tesauro

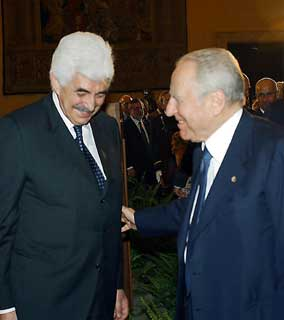
Tesauro (links) mit Carlo Azeglio Ciampi (rechts)

Giuseppe Tesauro (* 15. November 1942 in Neapel; † 7. Juli 2021 ebenda) war ein italienischer Jurist und vom  30. Juli 2014 bis zum 9. November 2014 Präsident des italienischen Verfassungsgerichtes.
Er schloss das Studium der Rechtswissenschaften an der Universität von Neapel im Jahr 1964 ab. Von 1998 bis 2005 war er Präsident der Wettbewerbsbehörde Italiens.

## Auszeichnungen
Ab dem 24. April 2001 war Tesauro Träger des Verdienstordens der Italienischen Republik.

## Werke
- Diritto comunitario, Cedam, 2003
- Sovranità degli stati e integrazione comunitaria, Editoriale scientifica, 2006
- Diritto dell'Unione Europea, Cedam, 2010
- Codice dell'Unione europea, Dike giuridica editore, 2011
- La Ragionevolezza nella giurisprudenza comunitaria, Cedam, 2012, ISBN 978-88-6342-326-6